# Ferrán Sarsanedas
Ferrán Sarsanedas Soler (ur. 11 lutego 1997 r. w Amer) – hiszpański piłkarz występujący na pozycji pomocnika w FC Barcelonie B.

## Kariera klubowa
Urodzony w Amer, Sarsanedas dołączył do młodzieżówek Barcelony w 2007 roku z Girony. Przed sezonem 2016/17 został przeniesiony do Barcelony B występującej w Segunda División B. Ferrán swój seniorski debiut zaliczył 27 sierpnia 2016 roku w wygranym 3:1 meczu przeciwko Hércules CF.
Sarsanedas zakończył sezon z 32 występami na koncie oraz wywalczonym awansem do Segunda División. 29 sierpnia 2017 roku zaliczył profesjonalny debiut w meczu przeciwko CD Tenerife.

## Statystyki klubowe
| Sezon   | Klub           | Liga      | Liga  | Liga |
| Sezon   | Klub           | Liga      | Mecze | Gole |
| ------- | -------------- | --------- | ----- | ---- |
| 2016/17 | FC Barcelona B | Segunda B | 33    | 0    |
| 2017/18 | FC Barcelona B | Segunda   | 13    | 0    |
| 2018/19 | FC Barcelona B | Segunda B | 1     | 0    |